# Насарава
Насарава је једна од савезних држава Нигерије. Налази се у централном делу земље у појасу Џос платоа, а главни град државе је град Лафија. 
Држава Насарава је формирана 1996. године. Заузима површину од 27.117 km² и има 2.040.097 становника (подаци из 2005). 